# Pío XII
Pío XII – stacja metra w Madrycie, na linii 9. Znajduje się w dzielnicy Chamartín, w Madrycie i zlokalizowana jest pomiędzy stacjami Duque de Pastrana i Colombia. Została otwarta 3 czerwca 1983.